# Louisa, Kentucky
Louisa är en stad (city) och administrativ huvudort (county seat) i Lawrence County i delstaten Kentucky, USA. 2010 hade staden 2 467 invånare.